# 七本松通
七本松通（しちほんまつどおり、ひちほんまつどおり）は京都市の南北の通りの一つ。平安京の皇嘉門大路にあたる。

## 概要
寺之内通から南へ、姉小路通と三条通の間、およびJR貨物京都貨物駅・JR東海道本線・JR東海道新幹線で中断して十条通まで。一部狭い区間があるが、JR山陰本線と御前通の間の主要な通りである。四条通以南の一部区間では中新道とも呼ばれる。今出川通の上七軒交差点から真北へ、千本釈迦堂門前に延びるのが旧七本松通である。

## 沿道の主な施設
- 千本釈迦堂（大報恩寺）- 旧七本松五辻
- 京都市立翔鸞小学校 - 五辻上ル
- 上七軒 - 今出川・上七軒通西入
- 立本寺 - 仁和寺街道西入
- 京都市立生涯学習センター（京都アスニー）・京都市中央図書館・京都市平安京創生館 - 丸太町通東入
- 平安宮豊楽殿跡 - 旧丸太町通東入
- 京都市立朱雀第六小学校 - 太子道西入
- NISSHA工場 - 四条通角
- 京都市立朱雀第三小学校 - 松原通角
- 京都リサーチパーク - 五条下ル
- 第一製薬京都工場 - 西塩小路通
- 京都市立八条中学校 - 針小路通
- 西寺跡 - 東寺通下ル西入
- 京都市立唐橋小学校 - 九条通上ル
- 京都市立洛南中学校 - 十条通